# کورای هلدینگ
کورای هلدینگ (انگلیسی: Koray Holding) شرکت خوشه‌ای ترک است، که در سال ۱۹۵۶ تأسیس شد.